# Ibis (lougre)
Pour les articles homonymes, voir Ibis.
L' Ibis est un lougre à cornes britannique à coque bois. C'est un ancien bateau de pêche de Cornouailles. Son port d'attache actuel est Dartmouth (Royaume-Uni).

## Description
L' Ibis est un lougre à cornes, en bois, construit en 1930 au chantier naval de Percy Mitchell en Cornouailles .
Il mesure 18 m de long pour un maitre-bau de 3.95 m. Il comporte 2 mâts à pible et 3 voiles : 

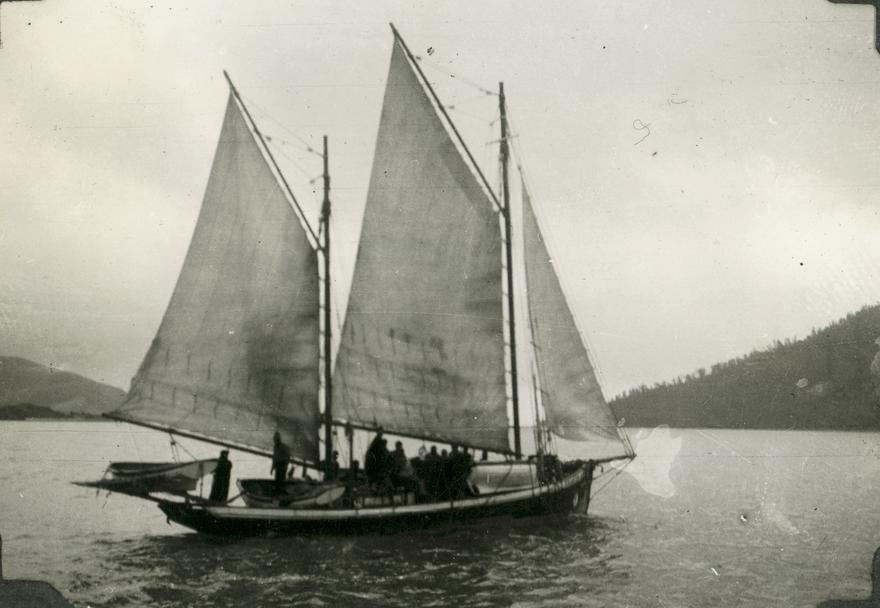
Le Tranton en 1938 est un lougre proche de lIbis

- 1 foc,
- 1 voile au tiers sur chaque mât.

## Historique
Ce lougre a été construit au chantier naval Mitchell de Portmellon (en) en Cornouailles au Royaume-Uni en 1930.
Il a navigué comme bateau de pêche à la sardine au départ de Mevagissey puis Newlyn, près de Penzance. Il a eu plusieurs propriétaires en Cornouailles et dans le Devon.
Après 1975, il a continué la pêche(maquereaux, casiers à crustacés, puis requin) au départ de Porthleven jusqu'en 1988.
Depuis 2002, son port d'attache est Dartmouth dans le comté du Devon, au Royaume-Uni. Son immatriculation est : FY 519 en marquage sur la grand-voile et sur la coque (FY pour le quartier maritime de Fowey). Il est désormais un voilier de croisière privé. 
Il a participé à Brest 2008.